# Chief Bender
Charles Albert Bender, detto Chief (Contea di Crow Wing, 5 maggio 1884 – Filadelfia, 22 maggio 1954), è stato un giocatore di baseball statunitense di ruolo lanciatore nella Major League Baseball (MLB). È stato introdotto nella National Baseball Hall of Fame nel 1953.

## Carriera
Attivo nei primi due decenni del ventesimo secolo, nel 1911, Bender pareggiò un record lanciando tre gare complete in una singola edizione delle World Series. Concluse la carriera con un record di vittorie di 212-127 e tre titoli delle World Series, tutti con i Philadelphia Athletics, nel 1910, 1911 e 1913. In seguito fu allenatore nelle major league. Entrò nella Baseball Hall of Fame nel 1953 e morì poco dopo la sua cerimonia di introduzione l'anno seguente.

## Palmarès
- World Series: 3

Philadelphia Athletics: 1910, 1911, 1913